# Max Gradel
Max-Alain Gradel (Abiyán, 30 de noviembre de 1987) es un futbolista marfileño naturalizado francés. Juega como centrocampista o delantero y se encuentra sin equipo tras abandonar el Amedspor.

## Selección nacional
Ha sido internacional con la selección de fútbol de Costa de Marfil en 111 ocasiones y ha convertido 18 goles.
El 24 de marzo de 2023, en un encuentro de clasificación para la Copa Africana de Naciones de 2023 ante Comoras, alcanzó las cien internacionalidades.

### Participaciones en Copas del Mundo
| Mundial                        | Sede   | Resultado      | Partidos | Goles |
| ------------------------------ | ------ | -------------- | -------- | ----- |
| Copa Mundial de Fútbol de 2014 | Brasil | Fase de grupos | 1        | 0     |

### Participaciones en Copas Africanas
| Copa                           | Sede                    | Resultado        | Partidos | Goles |
| ------------------------------ | ----------------------- | ---------------- | -------- | ----- |
| Copa Africana de Naciones 2012 | Gabón Guinea Ecuatorial | Subcampeón       | 5        | 0     |
| Copa Africana de Naciones 2013 | Sudáfrica               | Cuartos de final | 3        | 0     |
| Copa Africana de Naciones 2015 | Guinea Ecuatorial       | Campeón          | 5        | 2     |
| Copa Africana de Naciones 2017 | Gabón                   | Fase de grupos   | 3        | 0     |
| Copa Africana de Naciones 2019 | Egipto                  | Cuartos de final | 4        | 1     |
| Copa Africana de Naciones 2021 | Camerún                 | Octavos de final | 3        | 1     |
| Copa Africana de Naciones 2023 | Costa de Marfil         | Campeón          | 5        | 0     |

## Clubes
| Club                          | País       | Año       |
| ----------------------------- | ---------- | --------- |
| Leicester City F. C.          | Inglaterra | 2006-2010 |
| → AFC Bournemouth (cedido)    | Inglaterra | 2007-2008 |
| → Leeds United F. C. (cedido) | Inglaterra | 2009      |
| Leeds United F. C.            | Inglaterra | 2010-2011 |
| A. S. Saint-Étienne           | Francia    | 2011-2015 |
| AFC Bournemouth               | Inglaterra | 2015-2018 |
| → Toulouse F. C. (cedido)     | Francia    | 2017-2018 |
| Toulouse F. C.                | Francia    | 2018-2020 |
| Sivasspor                     | Turquía    | 2020-2023 |
| Gaziantep F. K.               | Turquía    | 2023-2024 |
| Sakaryaspor                   | Turquía    | 2024      |
| Amedspor                      | Turquía    | 2024-2025 |

## Palmarés

### Campeonatos nacionales
| Título                     | Club                 | País       | Año  |
| -------------------------- | -------------------- | ---------- | ---- |
| Football League One        | Leicester City F. C. | Inglaterra | 2009 |
| Copa de la Liga de Francia | A. S. Saint-Étienne  | Francia    | 2013 |
| Copa de Turquía            | Sivasspor            | Turquía    | 2022 |

### Copas internacionales
| Título                    | Selección       | País              | Año  |
| ------------------------- | --------------- | ----------------- | ---- |
| Copa Africana de Naciones | Costa de Marfil | Guinea Ecuatorial | 2015 |
| Copa Africana de Naciones | Costa de Marfil | Costa de Marfil   | 2023 |

### Distinciones individuales
| Distinción                                                                         | Año  |
| ---------------------------------------------------------------------------------- | ---- |
| Elegido mejor jugador del Leeds United en la temporada 2010-11 por los aficionados | 2011 |
| Elegido mejor jugador del Leeds United en la temporada 2010-11 por los jugadores   | 2011 |